# Gerolf De Backer
Gerolf De Backer (Waarschoot, 19 oktober 1959) is een Belgische voormalige atleet, die gespecialiseerd was in het hoogspringen. Hij veroverde twee Belgische titels.

## Biografie
De Backer werd in 1989 en 1990 Belgisch kampioen hoogspringen. Hij was aangesloten bij AA Gent.

## Belgische kampioenschappen
Outdoor
| Onderdeel    | Jaar       |
| ------------ | ---------- |
| hoogspringen | 1989; 1990 |

## Persoonlijke records
Outdoor
| Onderdeel    | Prestatie | Datum           | Plaats  |
| ------------ | --------- | --------------- | ------- |
| hoogspringen | 2,21 m    | 6 augustus 1989 | Brussel |

Indoor
| Onderdeel    | Prestatie | Datum            | Plaats |
| ------------ | --------- | ---------------- | ------ |
| hoogspringen | 2,10 m    | 18 februari 1990 | Gent   |

## Palmares
hoogspringen
- 1989:  BK indoor AC – 2,06 m
- 1989:  BK AC – 2,14 m
- 1990:  BK indoor AC – 2,10 m
- 1990:  BK AC – 2,08 m
- 1994:  BK indoor AC – 2,07 m
- 1994:  BK AC – 2,09 m
- 1995:  BK AC – 2,06 m